# Teresa Cupertino de Miranda
Maria Teresa de Queiroz Cupertino de Miranda (1946-2025) foi a primeira mulher portuguesa a competir no Rali Dakar, mítico evento mundial de resistência em veículos todo-o-terreno.
O seu percurso marcou a história do desporto motorizado em Portugal, destacando-se numa modalidade dominada por homens e abrindo caminho para futuras gerações de pilotos femininas.

## Biografia
Teresa nasce numa das dez famílias mais ricas de Portugal até ao 25 de Abril. É neta de um casal de abastados lavradores, Francisco Cupertino de Miranda e Joaquina Nunes de Oliveira. O seu pai é o mais novo de quatro irmãos. Os seus progenitores são Arthur Cupertino de Miranda (1892-1988) - fundador do extinto Banco Português do Atlântico - e Isabel Queiroz. Em conjunto com Elzira Celeste Maya de Sá (1892-1978), sua esposa, Arthur funda a Fundação Cupertino de Miranda em 1963, instituição cultural e social localizada em Vila Nova de Famalicão.
Foi casada com João Cândido Furtado de Antas, de quem tem três filhas. A mais velha, Maria Madalena Cupertino de Miranda Furtado de Antas, segue os seus passos no automobilismo, tendo participado no Lisboa-Dakar em 2007 e no Rali da Tunísia em 2008.
Faleceu a 30 de Junho de 2025, aos 78 anos, vítima de doença prolongada.

## Percurso
As suas primeiras expedições, Guiné-Bissau-Lisboa e Paris-Cidade do Cabo, tiveram lugar em 1991 e serviram de antecâmara à sua participação no Rali Dakar. Ao longo dos anos, Teresa participou em mais de 80 viagens, registadas em inúmeras fotografias. Muitas foram realizadas com o piloto e namorado, José Megre (1942-2009), outro nome histórico do automobilismo nacional, habitualmente apelidado como o “pai do todo-terreno”.
Em 1992, compete no seu primeiro Rali Dakar (anteriormente conhecido como Paris-Dakar). Teresa Cupertino de Miranda conduziu um Nissan Patrol, tendo formado equipa com Berta Assunção e Manuel Caetano. Acabaria a prova no 110.º lugar. Depois da sua participação, surgiram pilotos como Joana Lemos, Céu Pires de Lima, Elisabete Jacinto e Maria Luís Gameiro, as únicas mulheres portuguesas - depois de Teresa - a participar no Rali Dakar.
A sua carreira prosseguiu até ao início dos anos 2000, com prestações notórias em diversos Raid e no Campeonato Nacional de Todo-o-Terreno, aos comandos de um Toyota Land Cruiser.
As memórias do seu percurso no automobilismo estão publicadas no livro “Viagem Com o Meu Olhar” (2003).
Teresa foi ainda membro da direcção do Automóvel Club de Portugal (ACP) entre 1998 e 2004.